# Сабуровские железнодорожные мосты

Сабуровские мосты: Нижний (дальний на фото) и Верхний (ближний на фото), между ними — быки разобранного моста. Примерно 1980 г.

Нижний и Верхний Сабу́ровские железнодорожные мосты — железнодорожные мосты через Москва-реку, расположенные на перегоне Люблино-Сортировочное — Царицыно (между платформами Курьяново и Москворечье) Курского направления МЖД в Москве. Построены в 1924 и 1952 годах, разобраны и построены заново в 2000-х годах.

## Нижний (Восточный) Сабуровский мост
Построен в 1924 году по проекту Л. Д. Проскурякова. Двухпутный, под каждым путём — клёпаные фермы консольно-неразрезной системы из литого железа, с ездой поверху. Формула пролётов 15,9 + 42,0 + 53,4 + 53,4 + 42,0 м. Высота ферм главных пролётов от 7,41 до 3,92 м. Демонтирован в 2007 году.

## Верхний (Западный) Сабуровский мост
Построен в 1951—1952 годах по проекту С. С. Брызгачёва и Б. М. Надеждина. Формула пролётов 21,26 + 151,3 + 21,26, полная длина 243 м. Двухпутный, главный пролёт — серповидная арка с ездой посередине. Арка выполнена в виде сквозной фермы с треугольной решёткой. Стрела арки — 33,2 м. До ввода в действие Живописного моста это была самая высокая мостовая арка в Москве. Если присмотреться к береговым опорам моста — видно, что имеется задел для установки ещё одной мостовой фермы. То есть планировалось, что Западный Сабуровский мост будет четырёхпутным, однако планы оказались нереализованными. После реконструкции участка Москворечье — Люблино, в 2011 году мост был демонтирован.

## Средний Сабуровский мост
Между двумя действующими мостами в воде более полувека стояли три опоры, оставшиеся от первого железнодорожного моста, который был возведён здесь в 1864 году, непосредственно при постройке Московско-Курской железной дороги. После Великой Отечественной войны выше по течению был отстроен западный арочный мост, на который перевели пассажирское движение, а центральный мост разобрали. Данную версию подтверждают строители «СК МОСТ», занимающиеся реконструкцией Сабуровских мостов. Кроме того, на немецких аэрофотоснимках Москвы 1942 года также имеется достоверное подтверждение данного факта, при взгляде с воздуха видны железнодорожные полотна двух параллельно идущих мостов, которые обведены светлым контуром, а на месте будущего арочного моста на верхнем берегу сооружён лишь пилон.

## Реконструкция

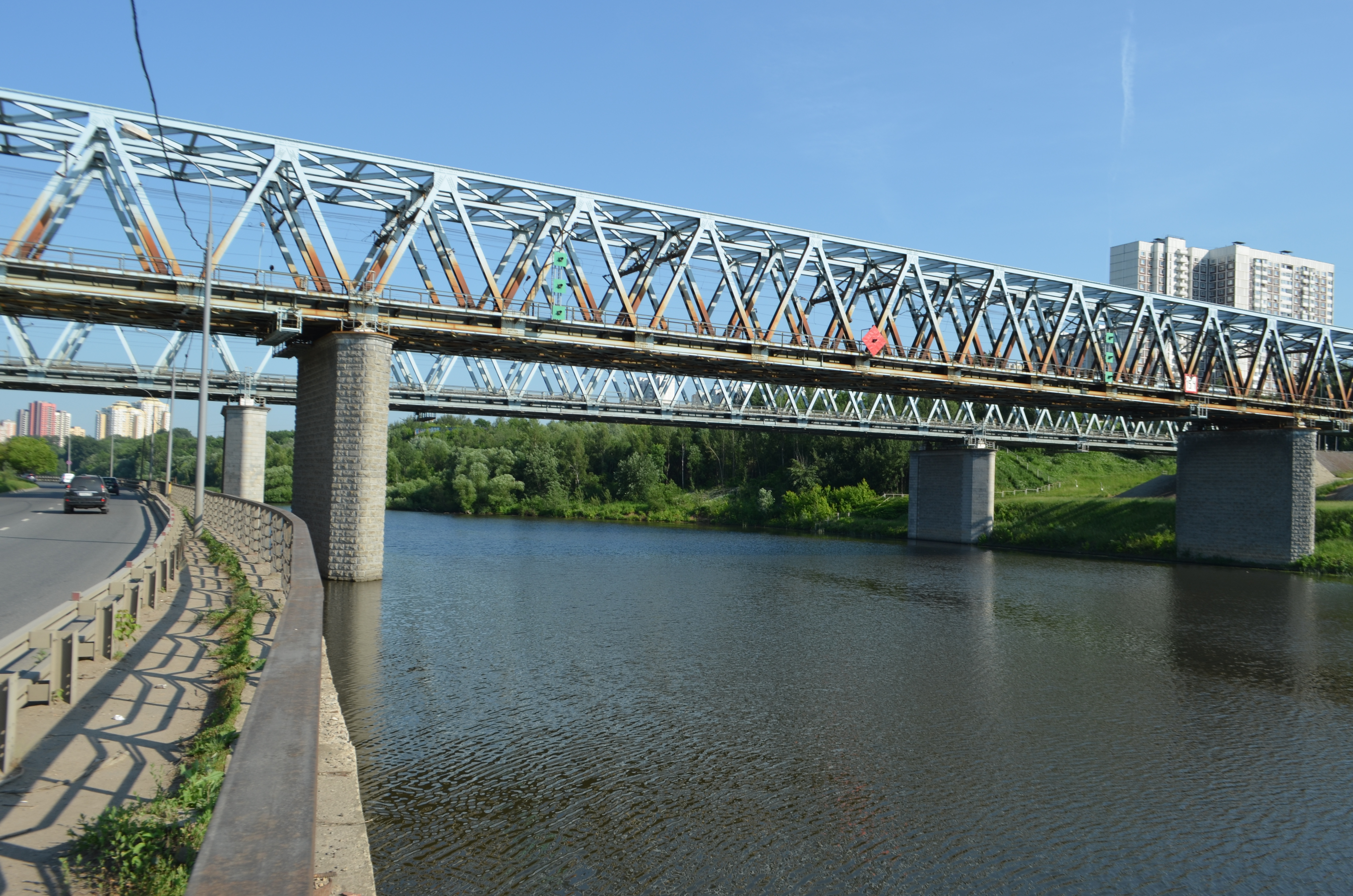
Мосты в июне 2020 года

В августе 2002 года началась реконструкция узла. К 2003 году снесены старые опоры разобранного центрального моста. В 2006 году на их месте построен новый мост. В 2007 году разобрали старый восточный мост. В 2009 году построен новый. В 2011 году разобран старый западный мост.

## Сабуровский автомобильный мост
На месте разобранного западного арочного моста в 2020 году началось строительство автомобильного моста в составе Юго-Восточной хорды, который будет связывать Каспийскую и Шоссейную улицы. Мост открыт 9 сентября 2023 года.